# Чарторыйская, Изабелла
Графиня Изабелла Эльжбета Дорота Флемминг (пол. Elżbieta Dorota Fortunata von Flemming), в замужестве княгиня Чарторыйская (3 марта 1746 — 15 июля 1835) — вдохновительница польской партии «Фамилия», устроительница Пулавского имения, основательница музея Чарторыйских. Мать князей Адама Юрия и Константина Адама. По словам Вигеля, своим «исступлённым патриотизмом заслужила от поляков название матки отчизны».

## Происхождение
Единственная дочь великого подскарбия литовского Яна Ежи Флемминга (выходца из саксонской знати) от брака с Антониной, старшей дочерью князя Михаила Фредерика Чарторыйского и Элеоноры Вальдштейн. С младенчества была окружена вниманием как наследница огромных земельных владений своего деда — старшего в роду Чарторыйских.
Потеряв в раннем детстве мать и тётку — вторую жену Ежи Флемминга, Изабелла получила первоначальное воспитание в аристократическом духе, причем воспитанием этим руководила её бабушка, княгиня Элеонора, вдова литовского канцлера, жившая в Варшаве и в Волчине. На 16-м году жизни Изабелла 19 октября 1761 года вышла в Волчине же замуж за двоюродного брата своей матери, князя Казимира Адама Чарторыйского, блестящего и богатого 26-летнего молодого человека, который, как не исключали в то время, мог впоследствии претендовать на польский престол.
Со времени этой свадьбы начинается активная жизнь Изабеллы, жизнь, которую можно разделить на три периода: молодости — времени светских увлечений и аристократических забав; зрелого возраста — времени занятий политикой; наконец, старости — периода литературных работ.

## Светская львица

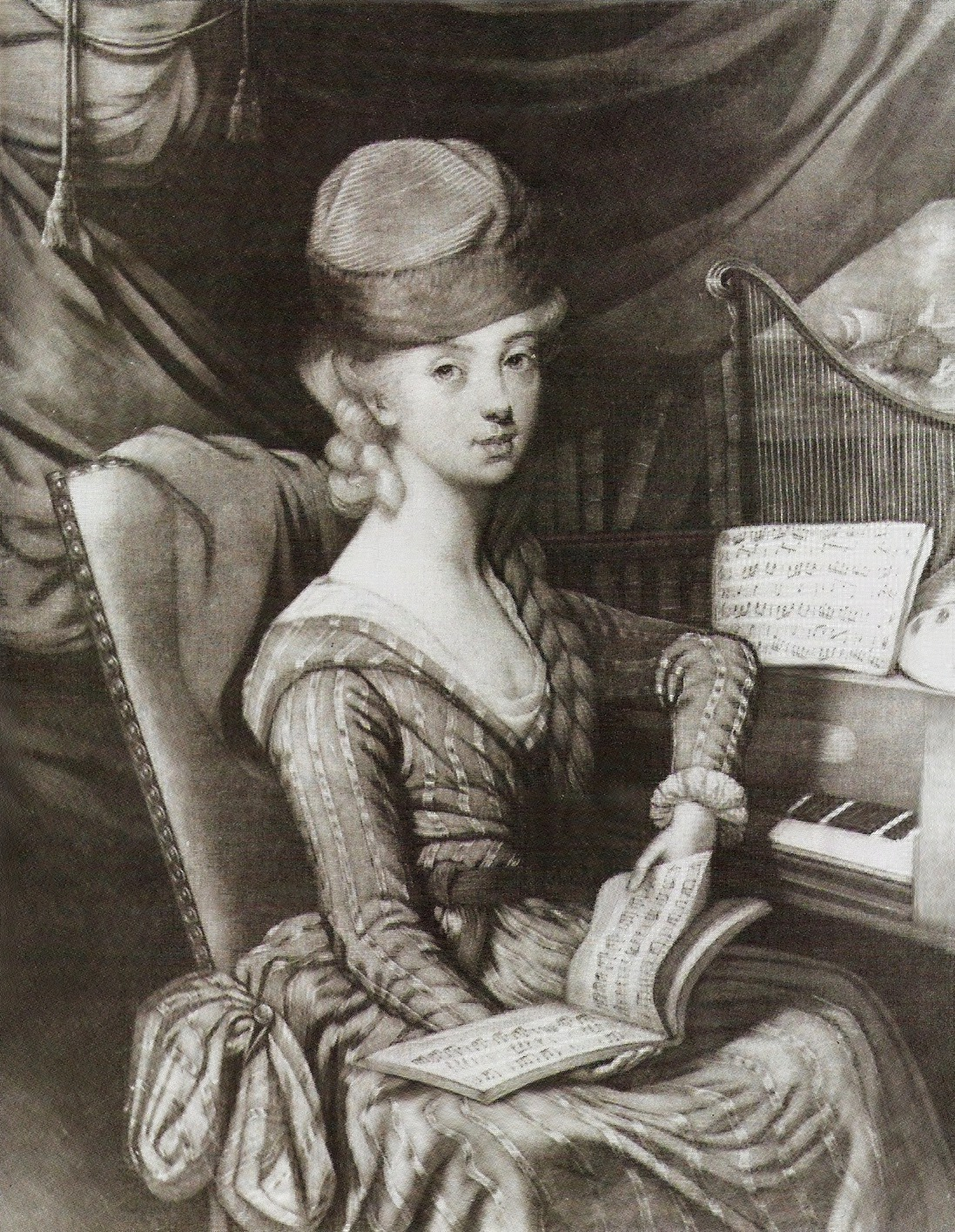
Княгиня Чарторыйская в 1777 году

Медовый месяц молодые проводили в Париже, где 16-летняя княгиня была представлена Вольтеру и Руссо, кружила голову всему великосветскому обществу и сама увлеклась известным ловеласом Лозеном, который заявлял даже, что является отцом её сына Константина. Муж увёз её в Лондон, где она познакомилась с Франклином, оказавшим на неё сильное влияние.
Излечившись от своего увлечения, Чарторыйская вернулась с мужем на родину, где в это время умер король Август III и на очереди стоял вопрос об избрании нового монарха. Видя, что Екатерина II поддерживает кандидатуру его двоюродного брата Станислава Августа Понятовского, Казимир Адам отказался от всяких притязаний на польскую корону и оказал энергичное содействие своему родственнику.
Понятовский был избран королём, и началась самая блестящая и шумная эпоха в жизни Чарторыйской. Фаворитка короля, она находилась в близких отношениях с русским посланником князем Н. В. Репниным, которого злые языки называли отцом её сына Адама Юрия. Всё это не мешало великосветским польским патриотам смотреть на молодую княгиню как на божество.
Заражённая модным сентиментализмом своего времени, она устроила себе под Варшавой резиденцию — Повонзки, идиллическое убежище, довольно близкую копию версальского Малого Трианона. Здесь она принимала в пастушеских избушках польских магнатов, одетых пастушками, и задавала пиры, на которые съезжалась вся аристократическая Варшава. Придворные балы, на которых царицей являлась Изабелла Чарторыйская, сменялись шумными приемами в Повонзках; словом, жизнь молодой княгини проходила весело и беспечно.

## Изабелла в Пулавах

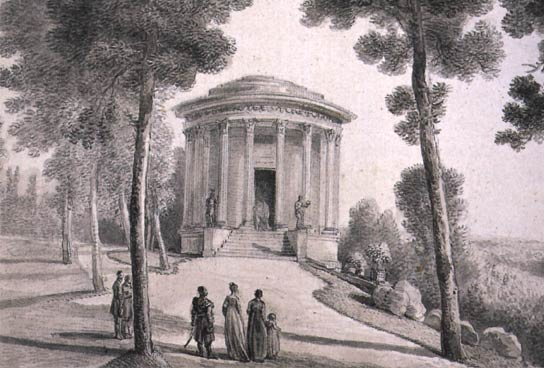
Храм Сивиллы в Пулавах — первый музей в Польше

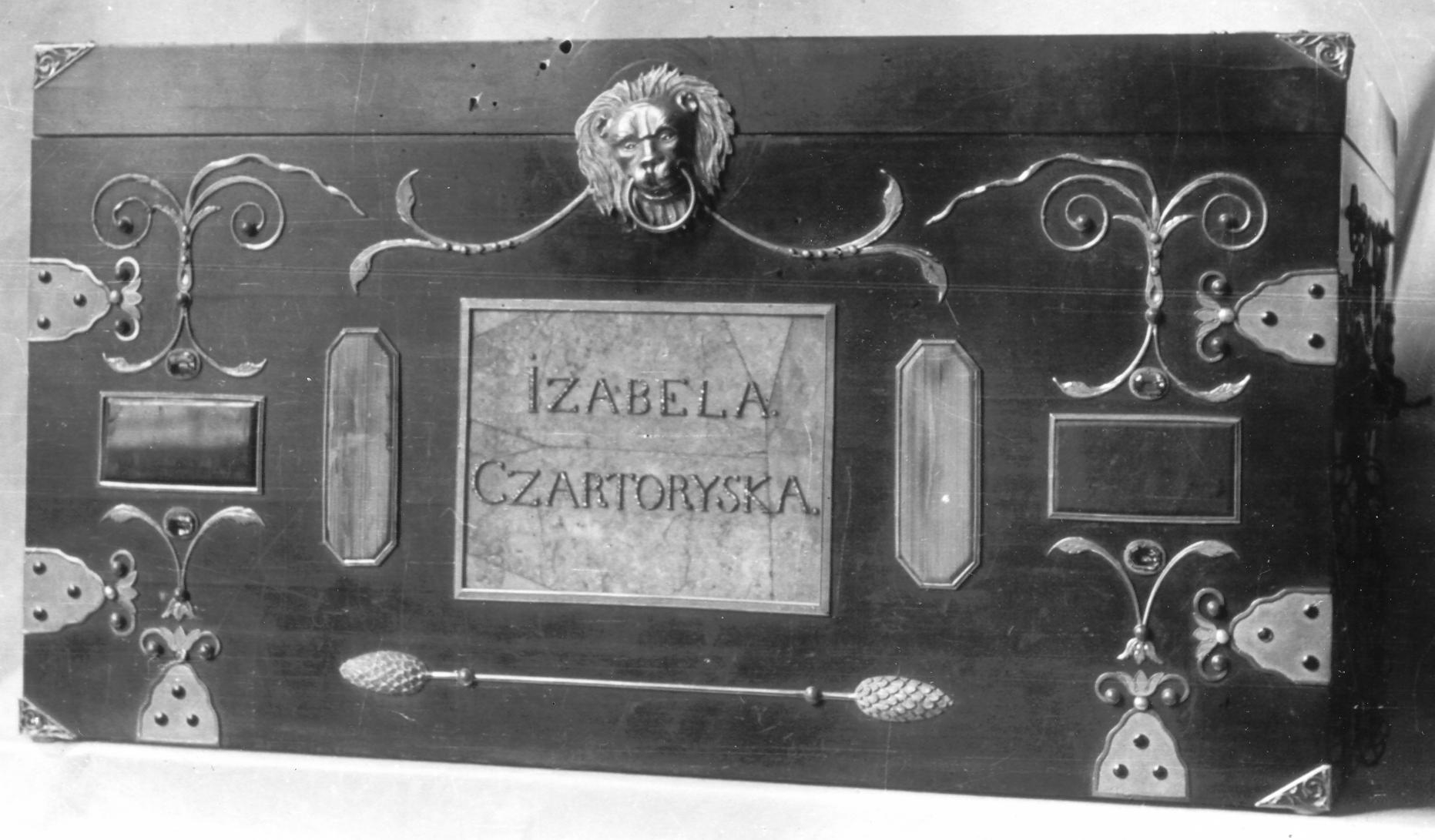
Шкатулка с реликвиями польских монархов

Первый раздел Речи Посполитой на время остановил эти великосветские развлечения и, во всяком случае, несколько изменил жизнь Изабеллы. Тотчас после падения Речи Посполитой супруги Чарторыйские отшатнулись от короля. Муж уехал в деревню и занялся хозяйством, жена поселилась в Пулавском дворце, где нашла себе развлечение в устройстве этого поместья, из которого она поставила себе целью сделать «польский Рамбулье» на берегах Вислы, и в воспитании детей, которое она препоручила m-lle Petit, вынянчившей самую Изабеллу.
Устроив Пулавы, Чарторыйская основала в них два первых в стране музея, каждый для различных целей: 1) храм Сивиллы, представлявший верную копию с древнего храма Сивиллы, и 2) так называемый «Готический домик». Первый из них, основанный в 1798 г. и имевший на входной двери надпись на польском языке «Прошедшее — будущему», предназначался для памятников, относящихся к истории и археологии Польши; в нём хранились регалии польских королей (т. н. «королевская шкатулка»), украшения королев, оружие старинных полководцев и трофеи, отбитые польскими войсками у неприятеля.
Второй музей, построенный в смешанном фламандско-мавританском стиле из камней разных более или менее знаменитых развалин, вмещал различные коллекции археологического, исторического, художественного характера, самого разнообразного происхождения. Часть коллекции Изабеллы Чарторыйской исчезла во время многочисленных погромов, которым подверглись Пулавы, часть была вывезена за границу, а потом вернулась в Польшу в краковский музей Чарторыйских.
Вскоре в Пулавах начались празднества, которым хозяйка придавала патриотический характер. Они продолжались недолго; на одном из них её старшая 14-летняя дочь, Тереза, попав платьем в камин, сгорела во время бала. На некоторое время светская жизнь в знаменитом поместье прекратилась, но вскоре состоялась помолвка младшей дочери, Марианны, с герцогом Вюртембергским, и снова начались шумные приёмы.

## Политические манёвры

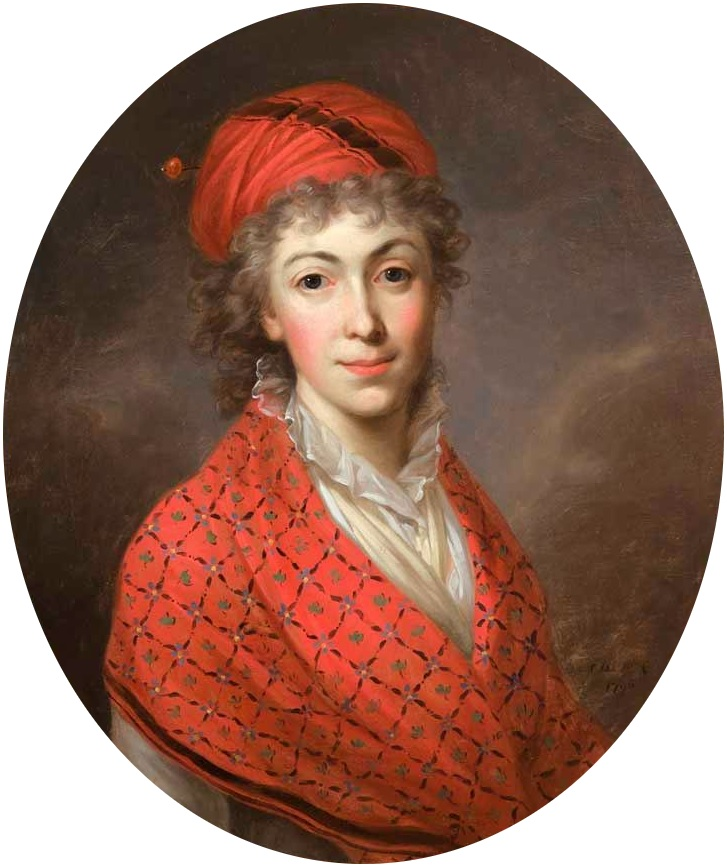
Княгиня Чарторыйская в 1796 году

После свадьбы дочери Чарторыйская уехала за границу, где побывала при многих европейских дворах, с которыми породнилась при помощи этого брака. Она познакомилась с Фридрихом II, Иосифом II и Кауницем, и на всех произвела выгодное впечатление; первый был даже ею очарован и выразился по поводу её словами: «В Польше всеми делами управляют женщины, мужчины только рассыпаются в любезностях». Во время отсутствия Изабеллы произошёл второй раздел Речи Посполитой; муж её был почти разорён.
Как это ни было тяжело патриотке, Чарторыйской пришлось послать обоих сыновей к русскому двору. Адам вскоре сделался любимцем и министром Александра I, и полуразрушенный замок Чарторыйских снова был восстановлен. Осенью 1805 г. Александр I незадолго до Аустерлицкой битвы посетил Пулавы. Княгиня ликовала: в этом посещении она видела указание на возможность восстановления Польши под скипетром русского императора. Александр I пожелал познакомиться с возможно большим количеством поляков, из Варшавы стали съезжаться к Чарторыйской помещики-дворяне, и надежды её ещё больше увеличились; но вместо похода на Пруссию император поехал из Пулав в Берлин и у гроба Фридриха ІІ поклялся спасти его наследие, а Польшу предоставил самой себе. Уезжая, Александр I обещал через два месяца снова приехать к Чарторыйским, но прошёл год, и только тогда княгине снова пришлось увидеть императора, на этот раз в Варшаве, на балу.

Надежд на восстановление Польши становилось все меньше и меньше. Княгиня Чарторыйская, которой больно было признаться в этом, повернула в другую сторону и создала себе кумира из Наполеона, втайне надеясь, что благодаря ему Польша снова будет независимой. Прошло несколько лет; Наполеон не дал Польше свободы, и когда Александр І, возвращаясь победителем из Парижа, снова заехал в Пулавы, надежды Чарторыйской опять обратились в его сторону. После двухмесячного чисто идиллического пребывания в Пулавах император уехал оттуда, чтобы в последний раз посетить дом Изабеллы 18 апреля 1818 г. Тогда иллюзии княгини рассеялись уже окончательно: стало ясно, что Александр I не думает о независимости Польши. 

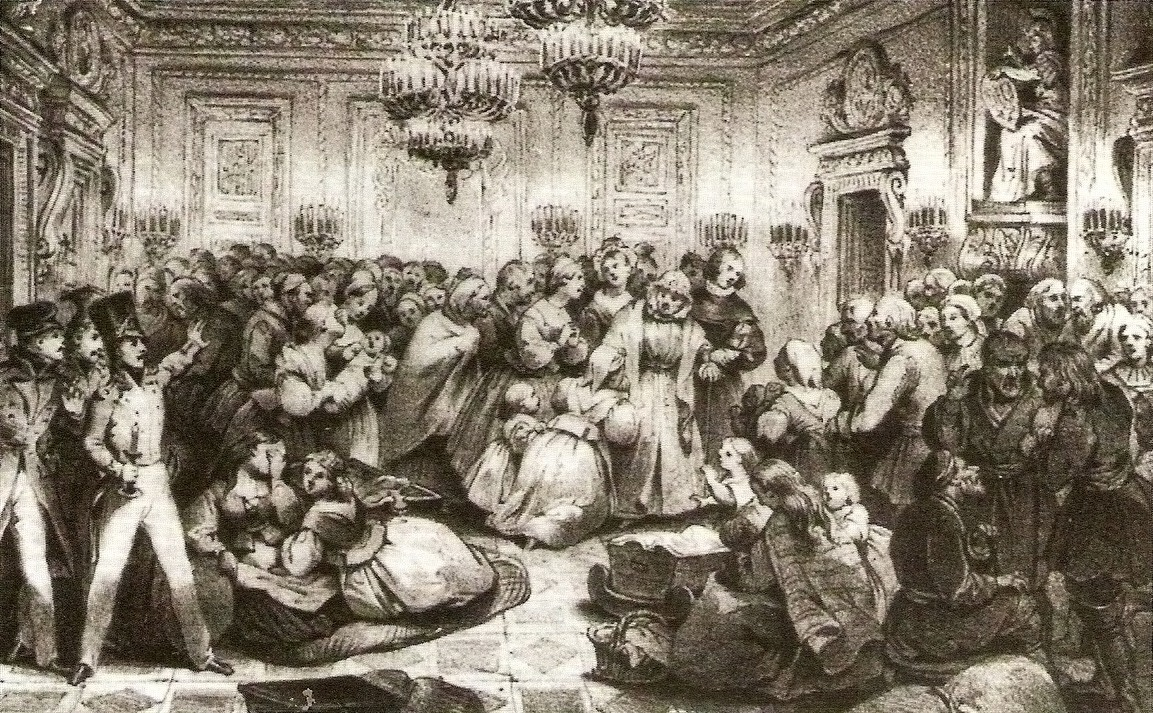
Герцог Вюртембергский изгоняет мать и бабку из имения Пулавы

В глубокой старости княгиня продолжала жить в своем любимом поместье, ещё в душе рассчитывая на возрождение национальной государственности. Только когда во время ноябрьского восстания 1830 г. Пулавы были взяты русским отрядом, которым начальствовал её же внук Адам Вюртембергский, она поняла, что нет места надежде, и уехала из Пулав в Высоцкое имение под Сандомиром, где посвятила себя литературным упражнениям. Умерла на 90-м году жизни. После отъезда матери и бабушки из Пулав герцог Адам двумя залпами артиллерийской батареи по родовому гнезду нанес ему серьёзные разрушения.

## Вклад в культуру
Живя в Пулавах, Чарторыйская увлекалась красотой небогатой польской природы. Это побудило её вступить в переписку с аббатом Делилем, который в своей известной поэме «Сады» упомянул и о Пулавах. «Парк, деревья, кусты, — говорит княгиня, — и уход за ними наполнили мои дни… Среди цветов и растений моя жизнь казалась мне более лёгкой… часто старые деревья напоминали мне о днях более счастливых». Плодом её наблюдений явилась книга: «О разных способах разведения садов» («Myśli różne o sposobach zakładania ogrodów», Wrocław, 1805 г., с 28 рисунками; 2-е изд. там же, 1807.) Среди художников, которым она помогала материально, — Александр Орловский. 

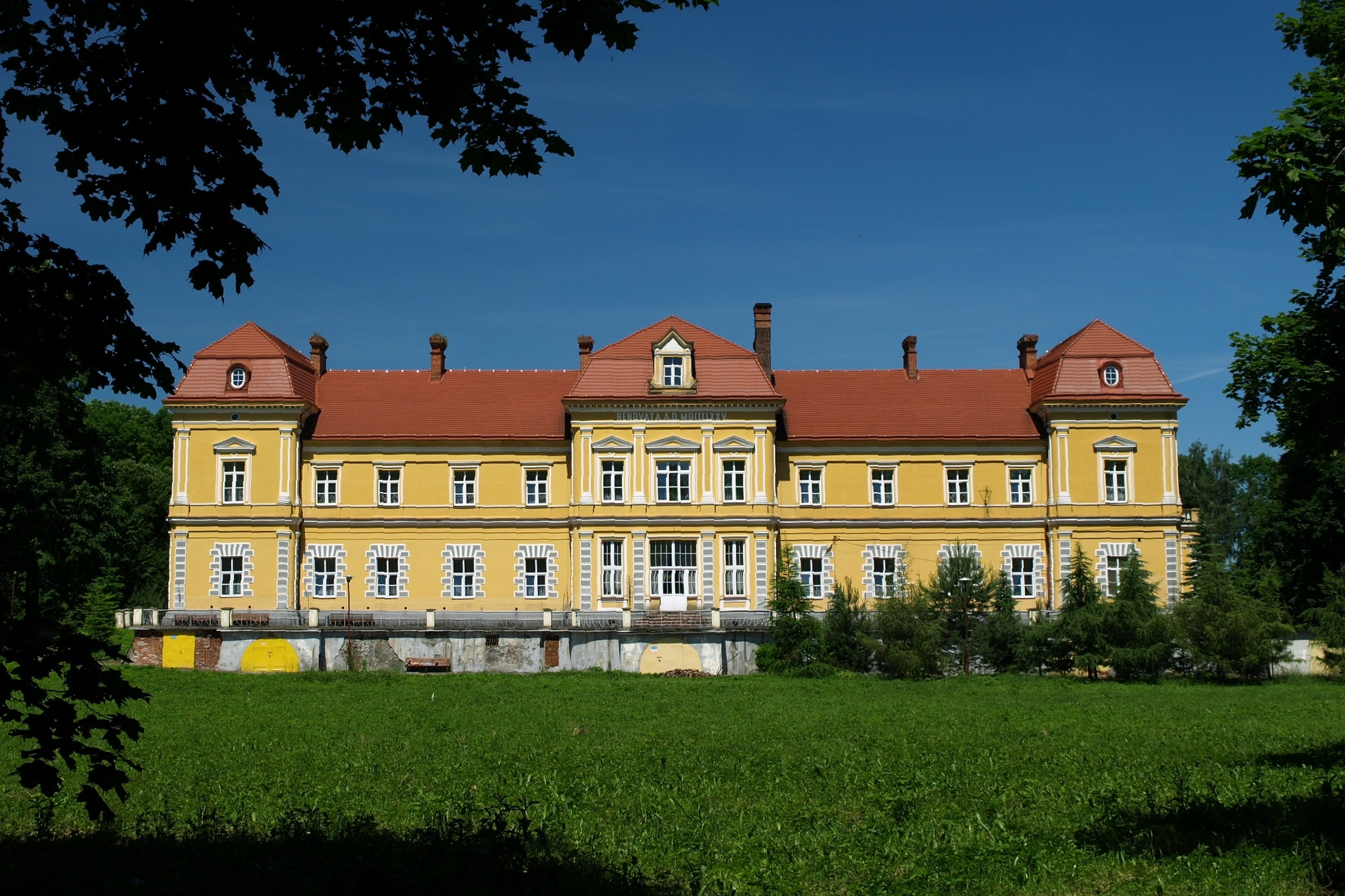
Высоцкий дворец, где Чарторыйская провела последние годы.

Там же, в Пулавах, она устроила школу, организовала врачебную помощь для крестьян, наконец, сама занялась литературой для народа. Самое большое из её сочинений подобного рода носит название «Пилигрим в Добромиле» (1818, 1819, 2 часть 1821) и содержание его состоит в следующем:

Хозяин деревни Добромиль, Бира, возвращаясь с сенокоса, встречает Хвалибога, образованного человека, пилигрима, не имеющего собственного дома, и приглашает его к себе; Хвалибог сразу располагает к себе хозяйку и хозяина, а любовь детей завоевывает образками святых и обещанием рассказать про св. мучеников. Дом Биры и деревня Добромиль понравились Хвалибогу, и он решает остаться здесь и учить детей. Рассказывая детям и взрослым эпизоды из отечественной истории и биографии великих людей Польши, он перемешивает свои рассказы целым рядом практических советов, предлагая белить хаты, выметать дворы, осушать болота, смотреть за скотом, устраивать пасеки, обсаживать кладбища деревьями, выравнивать улицы, и не только предлагает, но и указывает, как достигнуть всего этого.
Иными словами, «Пилигрим» является опытом крестьянской энциклопедии, написанной довольно легко и понятно. К «Пилигриму» приложен сборник — «Катехизис земледельца». Обе части выдержали немало изданий.

## Источник
- Б. Савинков. Чарторижская, Изабелла // Русский биографический словарь : в 25 томах. — СПб., 1905. — Т. 22: Чаадаев — Швитков. — С. 35–37.